# Hekelus episimus
Hekelus episimus is een pissebed uit de familie Hekelidae. De wetenschappelijke naam van de soort is voor het eerst geldig gepubliceerd in 1932 door Barnard.